# António de Vasconcelos Nogueira
Milton Lopes Pilartes da Silva  (n. Águeda, 26 de Setembro de 1961) é um filósofo, investigador em ciências sociais, escritor e dramaturgo, correspondente freelancer português.

## Biografia
Nasceu em Angola. Viveu a infância e parte da adolescência em Luanda, Angola, onde estudou em colégios católicos como o de Sta. Teresinha e D. Moisés Alves do Pinho – bispo de Angola e Congo (1932-1940); arcebispo de Luanda (1940-1966).
Prosseguiu os estudos em Portugal: Curso Geral dos Liceus e Ensino Secundário na Escola Secundária Marques de Castilho (fund. 1927) de Águeda; Ensino Propedêutico no Liceu Homem Cristo (fund. 1860) de Aveiro.
Fez os estudos superiores no Báltico, na Universidade de São Petersburgo (fund. 1724) na Faculdade de Filosofia, sendo leitor da Biblioteca da Academia das Ciências de São Petersburgo
(fund. 1747).
Obteve a equivalência à Licenciatura e Mestrado em Filosofia pela Universidade de Lisboa (fund. 1290-1308; 1911), Faculdade de Letras (fund. 1859; 1911).
De 1991 a 1993 foi professor de Filosofia e Psicologia na Escola C+S José Falcão de Miranda do Corvo(fund. 1972), Coimbra, e no Liceu Homem Cristo (fund. 1860) de Aveiro e Escola Secundária Dr. Mário Sacramento (fund. 1893)de Aveiro.
Fez o doutoramento em Filosofia (2001) e pós-doutoramento em História Económica (2005) na Universidade de Aveiro.
Foi professor convidado no Instituto Piaget de Vila Nova de Gaia para leccionar Antropologia e Ética (1993-1996); Sociologia (1996-1998) e Pensamento e Cultura (2001-2002) no Instituto Português de Administração de Marketing; História Económica (2002), no Departamento de Economia, Gestão e Engenharia Industrial, Universidade de Aveiro; e Diálogo Inter-Religioso (2005) no Instituto Superior de Ciências Religiosas de Aveiro.
Colaborou (2002-2004) também com o Centro Integrado de Formação de Professores, na Universidade de Aveiro.
De 1999 a 2008 desenvolveu actividade como investigador-bolseiro da Fundação para a Ciência e Tecnologia permitindo a realização de estudos de graduação e pós-graduação, na vertente dos Estudos Portugueses, diáspora e migração, e dos Estudos Judaicos, centrados na pessoa e nos valores.
De 2009 a 2010 desenvolve um estágio com a Amitié Portugal-Luxemburgo sobre imigração portuguesa. Como correspondente freelancer colabora, desde 2007, com o Contacto, semanário (fund. 1970); colaborou ainda (1996-1997) com o Diário de Aveiro (fund. 1985), jornal regional, e em 1988 com o suplemento cultural do O Diário(1976-1990), em Lisboa.
O seu interesse pela Arte, desenho e pintura, leva-o a frequentar cursos e estágios em oficinas, como desenho, sob orientação de Jorge Nesbit, na AR.CO, em Lisboa; desenho e pintura sob orientação de Jean-Benoît Dominicy e Kamen Popov, no Grão-Ducado do Luxemburgo. Por fim, a prática de Shiatsu, pela Shinzui Shiatsu Academy e de Meditação Cristã.

## Obra
Filosofia e ensaísmo, cujos temas se podem definir no âmbito da filosofia dos valores, história da filosofia, história económica e cultura, estudos portugueses e estudos judaicos. Colhe influência em diferentes períodos da sua formação e do seu percurso existencial a partir da leitura (por ordem cronológica biográfica) dos Antigos – Platão, Séneca e Aurélio Agostinho; dos Modernos – René Descartes, Irmão Lourenço da Ressurreição, Blaise Pascal e Immanuel Kant; e dos Contemporâneos – Miguel de Unamuno y Jugo, Nicolau Berdiaev, Albert Schweitzer, António Sérgio, Wladyslaw Tatarkiewicz, Joaquim de Carvalho, Antoine de Saint-Exupéry, María Zambrano, Hannah Arendt, Emmanuel Lévinas, Simone de Beauvoir, Irmã Emmanuelle, António José Saraiva, Joel Serrão, Primo Levi, Eduardo Lourenço e José Gil.
Escrita e dramaturgia
A sua obra literária é distinguida com:
Prémio Nacional de Teatro "Bernardo Santareno" 2007 – As Lamentações de Glueckel von Hameln, publ. 2008. De 1999 a 2001 o autor desenvolve pesquisa relacionada com os Estudos Judaicos, em Lisboa, Amsterdam e Madrid. Esta peça, sobre a fragilidade da condição humana e as dúvidas acerca da vida e da morte, que retiram ou acrescentam sentido à nossa existência, é baseada nas Memórias de Glueckel von Hameln, inspirada na leitura dos livros bíblicos sapienciais – Job, Salmos, Provérbios, Eclesiastes, Cântico dos Cânticos, Sabedoria e Ben Sira ou Eclesiástico –, dos Livros Proféticos – Lamentações –, e dos autos de Gil Vicente, fundador do teatro ibérico, da lírica de Luís Vaz de Camões e dos escritos de Joseph de la Vega, em memória dos dramaturgos portugueses na diáspora de Amsterdam, entre outros. Influências dramatúrgicas – Gil Vicente, Luís Vaz de Camões, William Shakespeare, Samuel Beckett e Bernardo Santareno. Outra literatura – Rainer Maria von Rilke, Marina Tsvetayeva e Frank McCourt.
Prémio Literário "José Régio" Teatro 2001 – O Mestre de Koeningsberg, publ. 2004, ano de comemoração do bicentenário do passamento de Immanuel Kant. Trata-se do seu primeiro escrito presente a concurso literário. Resulta de uma década de estudos nos países do Báltico (1981-1991), a partir das universidades de Varsóvia, de São Petersburgo e de Tartu, numa interpelação contemporânea acerca da pessoa e dos valores, através de traços do pensamento e da obra filosófica, a partir da correspondência do próprio Kant, das biografias e referências de G.B. Jäsche, L. E. Borowski, R. B. Jachmann e A. Ch. Wasianski. Influências dramatúrgicas – Bertolt Brecht e Samuel Beckett.

### Livros
(2011) Os Portugueses no Luxemburgo. Contribuição para a história das migrações. Lisboa: Sítio do Livro.
(2004) Capitalismo e Judaísmo. Contribuição dos Judeus portugueses para a ética capitalista. Lisboa: Fund. Calouste Gulbenkian.
(2004) Das Filosofias ao filosofar. Exercício propedêutico e práticas didácticas. Aveiro: Fund. Jacinto de Magalhães.
(1997) De Re Kantiana. Aveiro: Minerva Central.
(1995) Portugal e o Báltico. Aveiro: Gráfica Aveirense.

### Artigos
(2007) "Isaac de Pinto (1717-1787) and the Jewish Problems: Apologetic Letters to Voltaire and Diderot" in History of European Ideas, Elsevier Inc., Ma., 33, Winter: 476-487, with José Luís Cardoso, ISEG-Technical University of Lisbon, Portugal
(2005) "Isaac de Pinto (1717-1787): An Enlightened Economist and Financier" in History of Political Economic, Journal of the Duke University, North Caroline, 37 (2), Winter: 263-292, with José Luís Cardoso, ISEG-Technical University of Lisbon, Portugal
(2004) «O brasileiro de torna-viagem e o Protestantismo português: influências socio-económicas e imagem" in The Power and Persistence of Stereotyping. Anthony David Barker (ed.), Aveiro: Universidade de Aveiro: 81-94.
(2004) "Werner Sombart (1863-1941): apontamento biobibliográfico" in Análise Social, vol. xxxviii (169): 1125-1151.
(1999) "Memória da diáspora hispano-portuguesa em Amsterdão: elementos de bibliografia", in
Revista da Universidade de Aveiro, Letras, nº 16: 173-209.
(1997) "Do capitalismo à ética dos negócios" in Sociologia, Problemas e Práticas, nº 24, Jun.:
141-164.
(1997) «Na senda das Invasões Napoleónicas», in Diário Regional de Aveiro, dias 22 e 24 de Abril.
(1996) «Evocação da diáspora sefardita», in Boletim Municipal de Aveiro, Ano XIV, n.º28, Dez.: 73-82.
(1993) «Camões e as Letras russas», in Estudos Aveirenses, Revista do ISCIA, n.º1: 19-22.
(1988) «A "Inês de Castro" de Briullov», in Suplemento Cultural do Diário, Lisboa, 7 de Maio.

## Recensões
(2009) "The Portuguese Nation: Essays on Atlantic and Jewish Studies" concerning Richard L. Kagan and Philip D. Morgan, Atlantic Diasporas. Jews, Conversos, and Crypto-Jews in the Age of Mercantilism, 1500-1800, Baltimore: The Johns Hopkins University Press, in e-JPH, vol. 7, number I, Summer Brown University, RI, Providence
(2005) Ferreira Fernandes, Madeirenses Errantes, Lisboa: Oficina do Livro, 2004, in Análise Social, vol. xl (175): 406-409.